# Fête de l'ours d'Arles-sur-Tech
La fête de l’ours d'Arles-sur-Tech est une pratique festive se déroulant annuellement à la fin de l’hiver à Arles-sur-Tech, dans les Pyrénées-Orientales (Occitanie).
La fête de l'ours d'Arles-sur-Tech est inscrite à l'Inventaire du patrimoine culturel immatériel en France dans le cadre de la pratique des fêtes de l'ours du Haut-Vallespir.
Le 29 novembre 2022, les fêtes de l'ours dans les Pyrénées d'Andorre et de France sont inscrites au Patrimoine culturel immatériel de l'UNESCO.

## Description
La fête de l’ours est une représentation dansée et théâtralisée des légendes entourant l’ours dans les Pyrénées. Elle se traduit par la capture de l’ours et son jugement sur la place du village. Plusieurs types de personnages évoluent dans ce cadre festif : l’Ours bien sûr, mais aussi le Trappeur et son épouse Roseta. Au cours de sa capture, l’ours tente de s’évader plusieurs fois pour attraper Roseta. En effet, les légendes du monde entier racontent que l’ours a coutume d’enlever les femmes pour s’accoupler avec elles. À chaque capture réussie, le Trappeur, chef des Chasseurs, récite son sermon, le Predica. D’autres personnages gravitent autour de ces scènes, comme les Bótes ou les quatre Tortugues. Ces scènes de capture font finalement tout le tour de la ville avant de s’achever sur la place de l’Église par la capture définitive de l’Ours et son rasage par le Trappeur et sa femme.

## Déroulement
- 9 h 30 : petit déjeuner salé des acteurs principaux de la fête.

- 10 h 30 : début de la fête par l’ « Appel du Trappeur » (Trobada dels Caçaïres). Ce dernier rassemble les chasseurs pour se préparer à la chasse à l’ours de l’après-midi. Cet appel est une spécificité de  la fête de l’ours d’Arles-sur-Tech, il ne se fait pas dans les autres villages du Haut-Vallespir. Le groupe déambule dans le village, entourés d’airs traditionnels mais aussi de bandas.

- 11 h 30 : remise de la patte de l’ours par le maire de la commune voisine de Saint-Laurent-de-Cerdans pour lancer la chasse à l’ours.

- 14 h 30 : préparation de l’Ours, qui part ensuite se cacher en dehors de la ville. Le groupe des chasseurs, le Trappeur et Roseta se mettent ensuite à sa recherche. La chasse commence. Lorsque la cachette de l’ours est découverte, ce dernier est attrapé, enchainé et mené en ville. L’ours est alors présenté au public sur une place, le trappeur prononce son Predica, récit de sa capture, du courage des Chasseurs  et justification de son danger pour l’homme, mais l’ours s’échappe à travers la foule. Il faut alors le rattraper, le présenter une nouvelle fois, réciter à nouveau le sermon sur une nouvelle place, et ainsi de suite jusqu’à la place de l’Eglise. Lors de ces interactions, l’Ours se confronte à la fois aux chasseurs mais aussi aux Bótes et aux Tortugues, qui tentent de le distraire pour ralentir sa fuite. La Roseta, cible de l’animal, sert à l’attirer pour mieux le capturer. Une scène de capture se déroule dans une maison entre le Trappeur, Roseta, et l’Ours, qui se poursuivent dans la demeure avant de ressortir dans les rues.

Arrivé sur la place principale du village, l’Ours parvient à capturer une jeune fille, l’amène dans sa tanière de branchages au coin de la place et simule un accouplement. La jeune fille parvient ensuite à s’échapper, la bête la poursuit mais se fait abattre par un chasseur. L’Ours est ensuite rasé, sa tête lui est ôtée et tout le monde danse et fait la fête, qui se termine le soir par un repas collectif.

## Histoire
En 2021, les trois fêtes de l'ours en Vallespir sont annulées en raison de la pandémie de Covid-19 en France.